# Filmes de 1937 da Republic Pictures

## Introdução
Em 1937, a Republic Pictures lançou 69 produções.
Dois desses lançamentos são longas-metragens extraídos dos seriados Dick Tracy e Robinson Crusoe of Clipper Island, o primeiro desse mesmo ano e o segundo do ano anterior.
Zorro Rides Again, outro seriado clássico produzido no ano, também foi editado como longa-metragem. Dos 212 minutos originais, restaram 68, que foram exibidos em 1938 e novamente em 1959—o único caso em que a versão compacta de um seriado da Republic foi mostrada duas vezes nos cinemas.
Dois filmes do estúdio foram lembrados pela Academia: o musical Manhattan Merry-Go-Round e o drama Portia on Trial.

## Prêmios Oscar
Décima cerimônia, com os filmes exibidos em Los Angeles no ano de 1937.
| Filme                    | Indicações             | Premiações |
| ------------------------ | ---------------------- | ---------- |
| Manhattan Merry-Go-Round | Melhor Direção de Arte | ---        |
| Portia on Trial          | Melhor Trilha Sonora   | ---        |

## Seriados do ano
| Título original      | Título PT/BR           | Título PT/PT                   | Astro        | Diretor                                | Episódios | Gênero            |
| -------------------- | ---------------------- | ------------------------------ | ------------ | -------------------------------------- | --------- | ----------------- |
| Dick Tracy           | Dick Tracy, O Detetive | Dick Tracy, O Perseguidor      | Ralph Byrd   | Ray Taylor, Alan James                 | 15        | Mistério/Policial |
| The Painted Stallion | O Aliado Misterioso    | O Mensageiro do Cavalo Pintado | Ray Corrigan | Ray Taylor, Alan James, William Witney | 12        | Faroeste          |
| S.O.S. Coast Guard   | Guarda Costa Alerta    | S.O.S. Socorro                 | Ralph Byrd   | William Witney, Alan James             | 12        | Mistério/Policial |
| Zorro Rides Again    | A Volta de El Zorro    | A Volta do Zorro               | John Carroll | William Witney/John English            | 12        | Faroeste          |

## Filmes do ano
| Título original                       | Título PT/BR             | Título PT/PT                  | Astros                             | Diretor                    | Gênero            |
| ------------------------------------- | ------------------------ | ----------------------------- | ---------------------------------- | -------------------------- | ----------------- |
| Affairs of Cappy Ricks                |                          |                               | Walter Brennan, Mary Brian         | Ralph Staub                | Comédia           |
| All Over Town                         |                          |                               | Ole Olsen, Chic Johnson            | James W. Horne             | Comédia           |
| The Arizona Gunfighter                |                          |                               | Bob Steele, Jean Carmen            | Sam Newfield               | Faroeste          |
| Bar-Z Bad Men                         |                          |                               | Johnny Mack Brown, Lois January    | Sam Newfield               | Faroeste          |
| Beware of Ladies                      |                          |                               | Donald Cook, Judith Allen          | Irving Pichel              | Drama             |
| Bill Cracks Down                      |                          |                               | Grant Withers, Beatrice Roberts    | William Nigh               | Comédia           |
| Boothill Brigade                      |                          |                               | Johnny Mack Brown, Claire Rochelle | Sam Newfield               | Faroeste          |
| Boots and Saddles                     | Centauros Modernos       |                               | Gene Autry, Smiley Burnette        | Joseph Kane                | Faroeste          |
| Border Phantom                        |                          | O Fantasma da Fronteira       | Bob Steele, Harley Wood            | S. Roy Luby                | Faroeste          |
| Bulldog Drummond at Bay               |                          |                               | John Lodge, Wilfrid Hyde-White     | Norman Lee                 | Mistério          |
| Circus Girl                           | A Garota do Trapézio     | Os Três Diabos Voadores       | Robert Livingston, June Travis     | John H. Auer               | Policial/Drama    |
| The Colorado Kid                      |                          |                               | Bob Steele, Marion Weldon          | Sam Newfield               | Faroeste          |
| Come On, Cowboys                      | Avante, Boiadeiros       |                               | Robert Livingston, Ray Corrigan    | Joseph Kane                | Faroeste          |
| Dangerous Holiday                     |                          | Férias Perigosas              | Ronald Sinclair, Hedda Hopper      | Nicholas T. Barrows        | Drama             |
| Dick Tracy                            | Dick Tracy, O Detetive   | Dick Tracy, O Perseguidor     | Ralph Byrd, Kay Hughes             | Ray Taylor, Alan James     | Mistério/Policial |
| Doomed at Sundown                     |                          |                               | Bob Steele, Lorraine Hayes         | Sam Newfield               | Faroeste          |
| The Duck Comes Back                   |                          |                               | Allan Lane, Heather Angel          | Irving Pichel              | Drama             |
| Escape by Night                       |                          |                               | William Hall, Anne Nagel           | Hamilton MacFadden         | Ação              |
| Exiled to Shanghai                    |                          |                               | Wallace Ford, June Travis          | Nick Grinde                | Drama             |
| The Gambling Terror                   |                          |                               | Johnny Mack Brown, Iris Meredith   | Sam Newfield               | Faroeste          |
| Git Along, Little Dogies              | Dinheiro a Jorro         |                               | Gene Autry, Smiley Burnette        | Joseph Kane                | Faroeste          |
| Glamorous Night                       | Contra o Rei             |                               | Mary Ellis, Otto Kruger            | Brian Desmond Hurst        | Drama             |
| Gun Lords of Stirrup Basin            |                          |                               | Bob Steele, Louise Stanley         | Sam Newfield               | Faroeste          |
| The Gun Ranger                        |                          |                               | Bob Steele, Eleanor Stewart        | Robert N. Bradbury         | Faroeste          |
| Guns in the Dark                      |                          |                               | Johnny Mack Brown, Claire Rochelle | Sam Newfield               | Faroeste          |
| Gunsmoke Ranch                        | Galopando para a Justiça |                               | Robert Livingston, Ray Corrigan    | Joseph Kane                | Faroeste          |
| Heart of the Rockies                  |                          |                               | Robert Livingston, Ray Corrigan    | Joseph Kane                | Faroeste          |
| The Hit Parade                        | Astros em Desfile        | Parada Triunfal               | Frances Langford, Phil Regan       | Gus Meins                  | Musical           |
| Hit the Saddle                        | Soberanos da Sela        | Os Três Mosqueteiros do Oeste | Robert Livingston, Ray Corrigan    | Mack V. Wright             | Faroeste          |
| It Could Happen to You                |                          |                               | Alan Baxter, Andrea Leeds          | Phil Rosen                 | Drama             |
| Jim Hanvey, Detective                 |                          | Jim Hanvey, O Detective       | Guy Kibbee, Tom Brown              | Phil Rosen                 | Mistério          |
| Join the Marines                      | Turbilhão no Pacífico    | Revolta nos Mares do Sul      | Paul Kelly, June Travis            | Ralph Staub                | Ação              |
| Lady, Behave!                         |                          |                               | Sally Eilers, Neil Hamilton        | Lloyd Corrigan             | Comédia           |
| Larceny on the Air                    |                          |                               | Robert Livingston, Grace Bradley   | Irving Pichel              | Policial          |
| Lawless Land                          |                          |                               | Johnny Mack Brown, Louise Stanley  | Albert Ray                 | Faroeste          |
| A Lawman Is Born                      |                          |                               | Johnny Mack Brown, Iris Meredith   | Sam Newfield               | Faroeste          |
| "Lightnin'" Crandall                  |                          |                               | Bob Steele, Lois January           | Sam Newfield               | Faroeste          |
| Mama Runs Wild                        |                          |                               | Mary Boland, Ernest Truex          | Ralph Staub                | Comédia           |
| A Man Betrayed                        | O Traído                 |                               | John Wayne, Frances Dee            | John H. Auer               | Policial          |
| Manhattan Merry-Go-Round              | Artistas em Folia        | Deixem-Me Cantar              | Phil Regan, Leo Carrillo           | Charles F. Riesner         | Musical           |
| Meet the Boy Friend                   |                          |                               | David Carlyle, Carol Hughes        | Ralph Staub                | Romance/Comédia   |
| Michael O'Halloran                    | Um Amor para Dois        |                               | Wynne Gibson, Warren Hull          | Karl Brown                 | Drama             |
| Navy Blues                            |                          |                               | Dick Purcell, Mary Brian           | Ralph Staub                | Espionagem        |
| Paradise Express                      |                          |                               | Grant Withers, Dorothy Appleby     | Joseph Kane                | Ação              |
| Portia on Trial                       | Defesa de Mãe            | Justiça                       | Walter Abel, Frieda Inescort       | George Nicholls Jr.        | Drama             |
| Public Cowboy No. 1                   | O Rei dos Cowboys        | Cow-Boy Público No. 1         | Gene Autry, Smiley Burnette        | Joseph Kane                | Faroeste          |
| Range Defenders                       | Sentinelas do Vale       |                               | Robert Livingston, Ray Corrigan    | Mack V. Wright             | Faroeste          |
| The Red Rope                          |                          |                               | Bob Steele, Lois January           | S. Roy Luby                | Faroeste          |
| Rhythm in the Clouds                  |                          |                               | Patricia Ellis, Warren Hull        | John H. Auer               | Musical/Comédia   |
| Riders of the Whistling Skull         | A Caveira Que Assobia    |                               | Robert Livingston, Ray Corrigan    | Mack V. Wright             | Faroeste          |
| Ridin' the Lone Trail                 |                          |                               | Bob Steele, Claire Rochelle        | Sam Newfield               | Faroeste          |
| Robinson Crusoe of the Clipper Island | O Novo Robinson Crusoé   | Aventuras de Robinson Crusoé  | Mala, Mamo Clark                   | Mack V. Wright, Ray Taylor | Aventura          |
| Rootin' Tootin' Rhythm                | Ritmo Serrano            |                               | Gene Autry, Smiley Burnette        | Mack V. Wright             | Faroeste          |
| Round-Up Time in Texas                | Cowboy na África         |                               | Gene Autry, Smiley Burnette        | Joseph Kane                | Faroeste          |
| Sea Racketeers                        |                          | Vigilantes do Mar             | Weldon Heyburn, Jeanne Madden      | Hamilton MacFadden         | Policial          |
| The Sheik Steps Out                   | O Sheik Conquistador     | O Sultão e a Donzela          | Ramón Novarro, Lola Lane           | Irving Pichel              | Musical           |
| Springtime in the Rockies             |                          |                               | Gene Autry, Smiley Burnette        | Joseph Kane                | Faroeste          |
| Trail of Vengeance                    |                          |                               | Johnny Mack Brown, Iris Meredith   | Sam Newfield               | Faroeste          |
| The Trigger Trio                      | O Trio do Gatilho        |                               | Ray Corrigan, Max Tehune           | William Witney             | Faroeste          |
| The Trusted Outlaw                    |                          |                               | Bob Steele, Lois January           | Robert N. Bradbury         | Faroeste          |
| Two Wise Maids                        | As Duas Solteironas      |                               | Alison Skipworth, Polly Moran      | Phil Rosen                 | Drama             |
| Wild Horse Rodeo                      | O Grande Rodeio          |                               | Robert Livingston, Ray Corrigan    | George Sherman             | Faroeste          |
| The Wrong Road                        |                          |                               | Richard Cromwell, Helen Mack       | James Cruze                | Policial          |
| Yodelin' Kid from Pine Ridge          | O Canário da Serra       |                               | Gene Autry, Smiley Burnette        | Joseph Kane                | Faroeste          |
| Youth on Parole                       |                          |                               | Marian Marsh, Gordon Oliver        | Phil Rosen                 | Policial          |